# آرسن هامبارتسومیان (بازیکن هاکی روی یخ)
آرسن هامبارتسومیان (ارمنی: Արսեն Ամբարձումյան؛ انگلیسی: Arsen Ambartsumian؛ ۹ سپتامبر ۱۹۹۸ ) بازیکن هاکی روی یخ اهل ارمنستان در پست فوروارد است.

## باشگاهی
از باشگاه‌هایی که در آن بازی کرده‌است می‌توان به باشگاه هاکی روی یخ شنگاویت، باشگاه هاکی روی یخ شیران، BKMA Yerevan اشاره کرد.

## تیم ملی
وی همچنین در تیم ملی هاکی روی یخ مردان ارمنستان بازی کرده‌است